# Peter Beňo

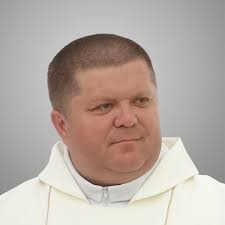
Bischof Peter Beňo

Bischofswappen von Peter Beňo

Peter Beňo (* 2. September 1972 in Bánovce nad Bebravou, Tschechoslowakei) ist ein slowakischer römisch-katholischer Geistlicher und Weihbischof in Nitra.

## Leben
Peter Beňo wuchs in Prusy auf. Er besuchte die Grundschule zunächst in seinem Heimatort und später in Bánovce nad Bebravou. Nach dem Abschluss am Gymnasium in Bánov trat Beňo 1990 in das Priesterseminar Hl. Gorazda in Nitra ein, wo er Philosophie und Katholische Theologie studierte. Er empfing am 14. September 1996 durch den Bischof von Nitra, Ján Chryzostom Kardinal Korec SJ, das Sakrament der Priesterweihe.
Von 1996 bis 1997 war Peter Beňo Pfarrvikar in Púchov, bevor er Pfarradministrator der Pfarrei Hl. Johannes Nepomuk in Nesluša wurde. Beňo war 2002 bis 2008 als Disziplinarpräfekt am Priesterseminar Hl. Gorazda in Nitra und als Beauftragter für die Berufungspastoral im Bistum Nitra sowie als Dozent am Theologischen Institut Nitra und an der Römisch-katholischen Theologischen Kyrill-und-Methodius-Fakultät der Comenius-Universität Bratislava tätig. Anschließend war er Pfarrer der Pfarrei Hl. Nikolaus in Soblahov. 2014 wurde Peter Beňo Pfarrer in Skalka nad Váhom und 2016 zudem Rektor des diözesanen Heiligtums Heilige Svorad und Benedikt. Seit 2018 war er zusätzlich Dechant des Dekanats Trenčín.
Am 29. Januar 2021 ernannte ihn Papst Franziskus zum Titularbischof von Amudarsa und zum Weihbischof in Nitra. Der Bischof von Nitra, Viliam Judák, spendete ihm am 24. April desselben Jahres in der Kirche Heilige Svorad und Benedikt in Skalka nad Váhom die Bischofsweihe; Mitkonsekratoren waren der Apostolische Nuntius in der Slowakei, Erzbischof Giacomo Guido Ottonello, und der Bischof von Banská Bystrica, Marián Chovanec. Sein Wahlspruch Cognovimus caritatem Dei („Wir haben die Liebe Gottes erkannt“) stammt aus 1 Joh 3,16 .